# Marco Cé
Marco kardinál Cé (8. července 1925 Izano – 12. května 2014 Benátky) byl italský římskokatolický kněz, bývalý benátský patriarcha, kardinál.
Studoval na římských univerzitách – Papežské univerzitě Gregoriana a Papežském biblickém institutu. Kněžské svěcení přijal 27. března 1948. Působil jako vyučující, vicerektor a rektor v semináři v Cremmii. V dubnu 1970 byl jmenován pomocným biskupem v Boloni a titulárním biskupem vulturijským, biskupské svěcení přijal 17. května téhož roku.
Dne 7. prosince 1978 ho papež Jan Pavel II. jmenoval benátským patriarchou. Stal se tak nástupcem Albino Lucianiho. Při své první konzistoři v červnu 1979 ho papež Jan Pavel II. jmenoval kardinálem. Na funkci benátského patriarchy rezignoval v lednu 2002 po dovršení kanonického věku, jeho nástupcem se stal kardinál Angelo Scola. Kardinál Cé byl nejstarším z kardinálů, kteří se účastnili konkláve v roce 2005 po smrti Jana Pavla II. Zemřel 12. května 2014 v Benátkách.